# Renault Talisman

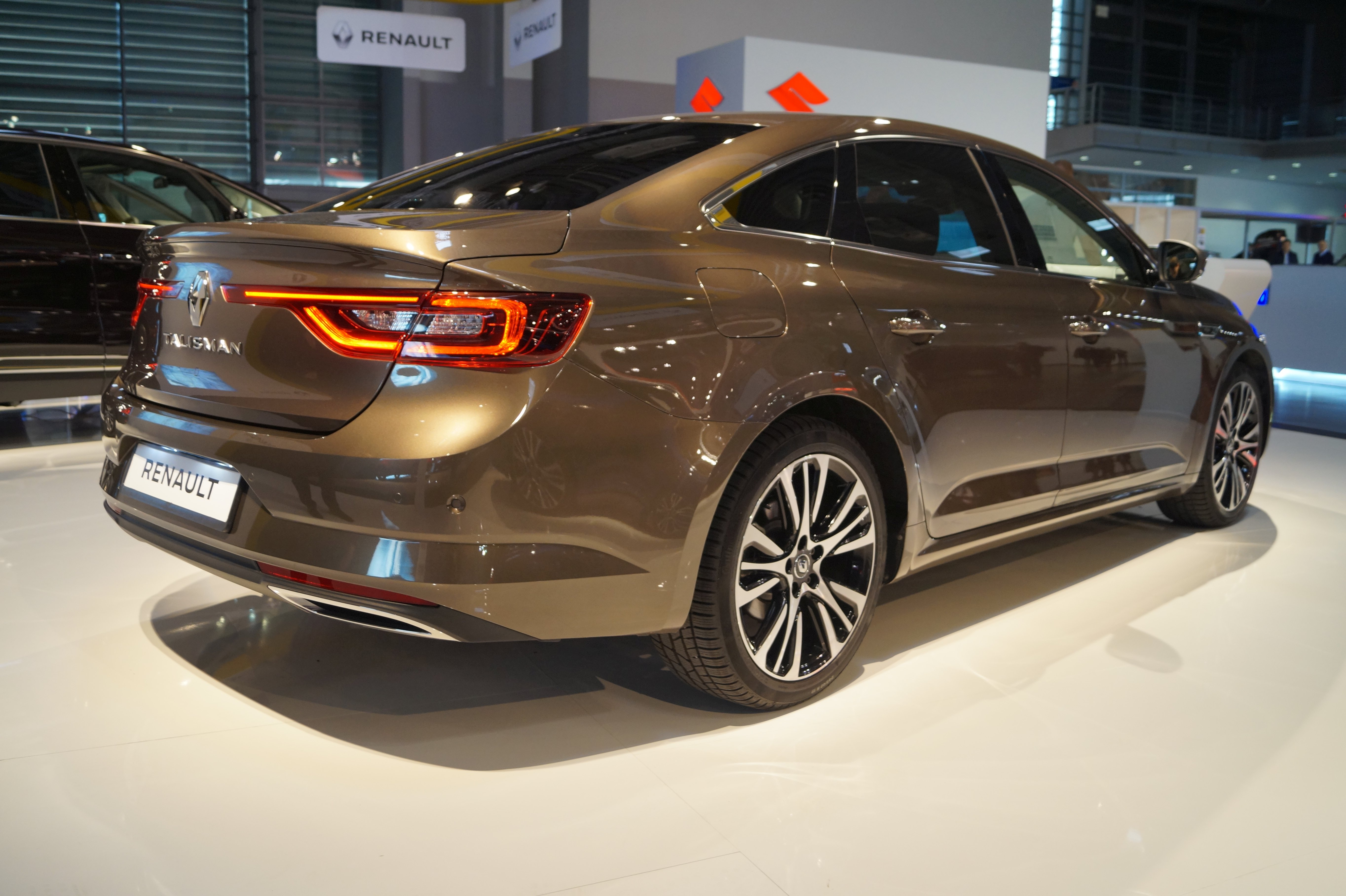
Renault Talisman sedan

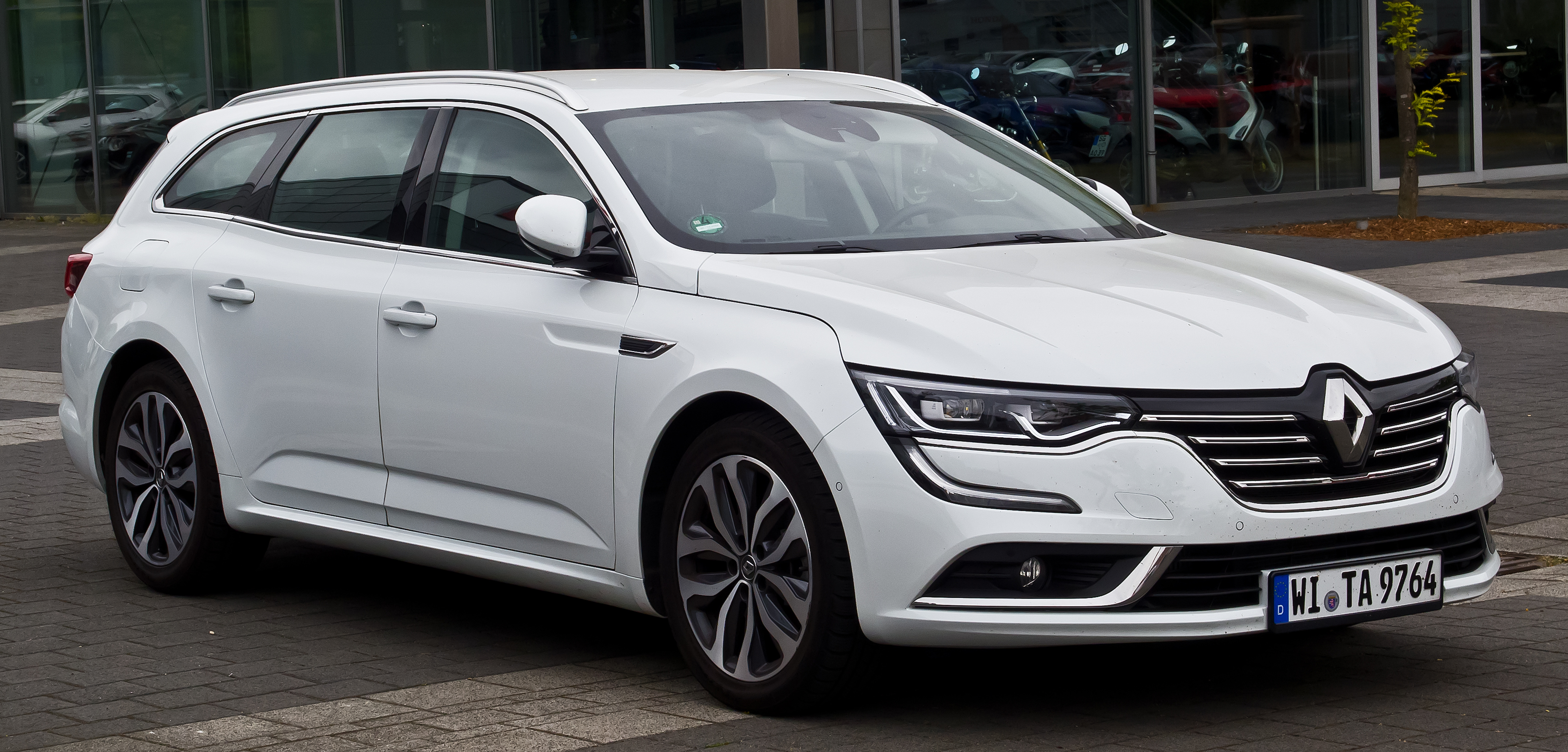
Renault Talisman Estate

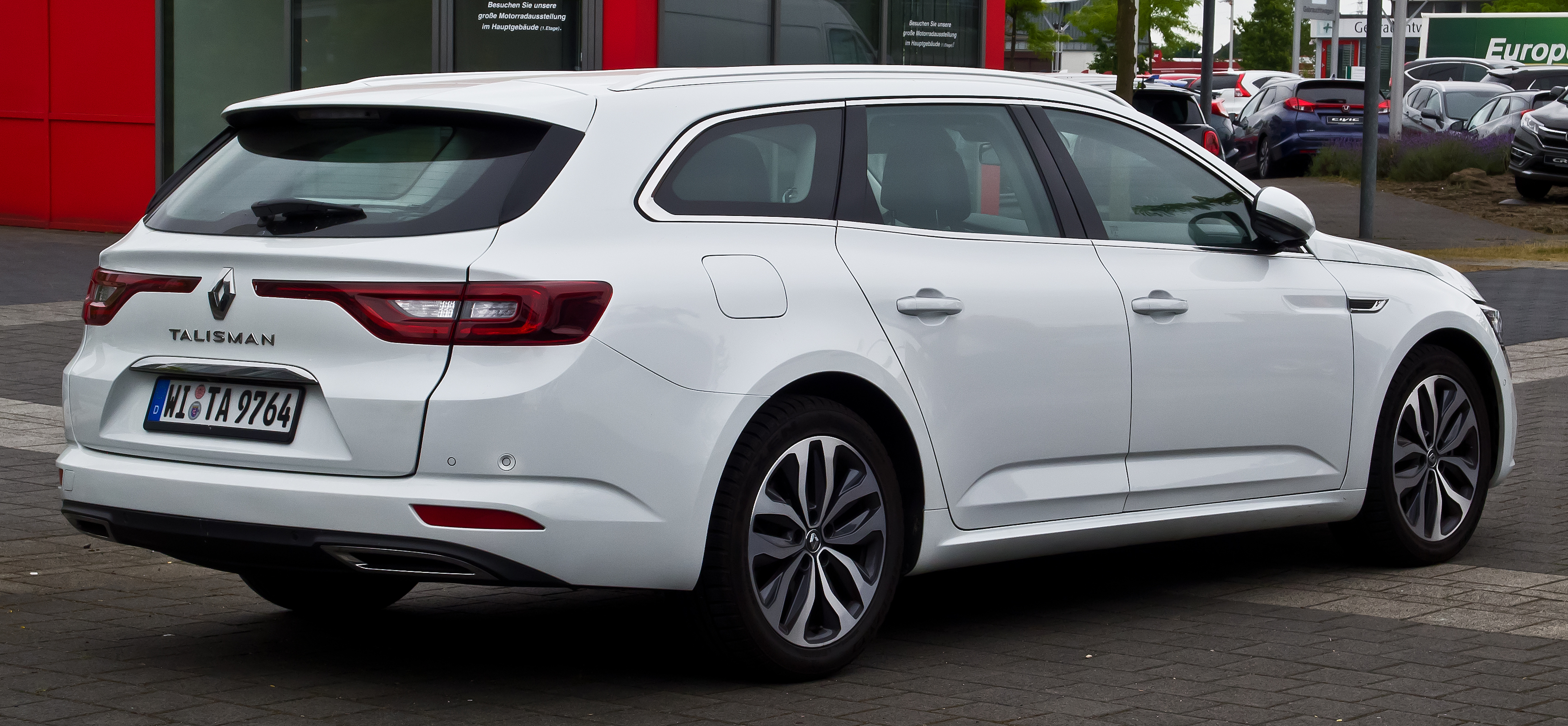
Renault Talisman Estate

De Renault Talisman is een personenauto van de Franse autofabrikant Renault. Hij is geleverd als een vierdeurs sedan en een vijfdeurs stationwagen. De Talisman is de opvolger van de Renault Laguna en Latitude en het laatste model van Renault in het traditionele D-segment.

## Geschiedenis
De Talisman werd gepresenteerd op de Frankfurt Motor Show in september 2015 en is leverbaar sinds februari 2016. De Talisman wordt geproduceerd in de Renault-fabriek in de Franse stad Douai. De Talisman gebruikt de Common Module Family (CMF) van de Renault Nissan Alliance. Hiermee kunnen voertuigen van verschillende marktsegmenten worden gebouwd op basis van dezelfde componenten. De Talisman deelt onderhuids modules met de Renault Espace. De Renault Talisman is de eerste grote personenauto van Renault sinds de Renault 18 die niet als hatchback leverbaar is. Een paar maanden na de introductie van de Talisman sedan werd de stationwagenuitvoering op de markt gebracht, genaamd de Talisman Estate.
Afhankelijk van de uitvoering is de Talisman leverbaar met vierwielbesturing genaamd 4Control. Tevens zijn adaptieve schokdempers leverbaar. Afhankelijk van de gekozen modus in het Multi Sence systeem wordt de demping, sturing en gasrespons aangepast. In Zuid-Korea wordt de Renault Talisman verkocht als Samsung SM6.
In februari 2022 werd bekendgemaakt dat de productie van de Talisman in maart 2022 wordt stopgezet zonder directe opvolger. In Nederland was de Talisman op dat moment al van de site van Renault verdwenen.

### Motoren
Gegevens van de basismodellen:

#### Benzine
| Talisman    | Talisman  | Talisman  | Talisman | Talisman            | Talisman            | Talisman    | Talisman   | Talisman    | Talisman    |
| Type        | Motor     | Motor     | Motor    | Vermogen            | Koppel              | Transmissie | 0–100 km/h | Topsnelheid | Jaartal     |
| Type        | Inhoud    | Cilinders | Kleppen  | Vermogen            | Koppel              | Transmissie | 0–100 km/h | Topsnelheid | Jaartal     |
| ----------- | --------- | --------- | -------- | ------------------- | ------------------- | ----------- | ---------- | ----------- | ----------- |
| TCe 150     | 1.618 cm³ | 4-in-lijn | 16V      | 150 pk bij5300 tpm  | 220 Nm bij 2200 tpm | 7-EDC       | 9,6 s      | 215 km/h    | 2016 - 2018 |
| TCe 160 GPF | 1.333 cm³ | 4-in-lijn | 16V      | 160 pk bij 5500 tpm | 270 Nm bij 1800 tpm | 7-EDC       | 8,9 s      | 210 km/h    | 2019 - 2020 |
| TCe 200     | 1.618 cm³ | 4-in-lijn | 16V      | 200 pk bij 6000 tpm | 260 Nm bij 2000 tpm | 7-EDC       | 7,6 s      | 237 km/h    | 2016 - 2018 |
| TCe 225 GPF | 1.798 cm³ | 4-in-lijn | 16V      | 225 pk bij 5600 tpm | 300 Nm bij 2500 tpm | 7-EDC       | 7,6 s      | 240 km/h    | 2018 - 2020 |

| Talisman Estate | Talisman Estate | Talisman Estate | Talisman Estate | Talisman Estate     | Talisman Estate     | Talisman Estate | Talisman Estate | Talisman Estate | Talisman Estate |
| Type            | Motor           | Motor           | Motor           | Vermogen            | Koppel              | Transmissie     | 0–100 km/h      | Topsnelheid     | Jaartal         |
| Type            | Inhoud          | Cilinders       | Kleppen         | Vermogen            | Koppel              | Transmissie     | 0–100 km/h      | Topsnelheid     | Jaartal         |
| --------------- | --------------- | --------------- | --------------- | ------------------- | ------------------- | --------------- | --------------- | --------------- | --------------- |
| TCe 150         | 1.618 cm³       | 4-in-lijn       | 16V             | 150 pk bij 5300 tpm | 220 Nm bij 2200 tpm | 7-EDC           | 9,9 s           | 215 km/h        | 2016 - 2018     |
| TCe 160 GPF     | 1.333 cm³       | 4-in-lijn       | 16V             | 160 pk bij 5500 tpm | 270 Nm bij 1800 tpm | 7-EDC           | 9,1 s           | 205 km/h        | 2019 - 2020     |
| TCe 200         | 1.618 cm³       | 4-in-lijn       | 16V             | 200 pk bij 6000 tpm | 260 Nm bij 2000 tpm | 7-EDC           | 7,9 s           | 237 km/h        | 2016 - 2018     |
| TCe 225 GPF     | 1.798 cm³       | 4-in-lijn       | 16V             | 225 pk bij 5600 tpm | 300 Nm bij 2500 tpm | 7-EDC           | 7,7 s           | 240 km/h        | 2018 - 2020     |

#### Diesel
| Talisman     | Talisman  | Talisman  | Talisman | Talisman            | Talisman                  | Talisman                      | Talisman      | Talisman       | Talisman    |
| Type         | Motor     | Motor     | Motor    | Vermogen            | Koppel                    | Transmissie                   | 0–100 km/h    | Topsnelheid    | Jaartal     |
| Type         | Inhoud    | Cilinders | Kleppen  | Vermogen            | Koppel                    | Transmissie                   | 0–100 km/h    | Topsnelheid    | Jaartal     |
| ------------ | --------- | --------- | -------- | ------------------- | ------------------------- | ----------------------------- | ------------- | -------------- | ----------- |
| dCi 110      | 1.461 cm³ | 4-in-lijn | 8v       | 110 pk bij 4000 tpm | 260 / 250 Nm bij 1750 tpm | handgeschakelde 6-bak / 6-EDC | 11,9 / 11,9 s | 190 / 190 km/h | 2016 - 2018 |
| Blue dCi 120 | 1.749 cm³ | 4-in-lijn | 16v      | 120 pk bij 3500 tpm | 300 Nm bij 1750 tpm       | handgeschakelde 6-bak         | 11,9 s        | 203 km/h       | 2018 - 2020 |
| dCi 130      | 1.598 cm³ | 4-in-lijn | 16v      | 130 pk bij 4000 tpm | 320 Nm bij 1750 tpm       | handgeschakelde 6-bak / 6-EDC | 10,4 / 10,8 s | 205 / 205 km/h | 2016 - 2018 |
| Blue dCi 150 | 1.749 cm³ | 4-in-lijn | 16v      | 150 pk bij 3500 tpm | 340 Nm bij 1750 tpm       | handgeschakelde 6-bak         | 10,5 s        | 210 km/h       | 2018 - 2020 |
| dCi 160      | 1.598 cm³ | 4-in-lijn | 16v      | 160 pk bij 4000 tpm | 380 Nm bij 1750 tpm       | 6-EDC                         | 9,4 s         | 215 km/h       | 2017 - 2018 |
| Blue dCi 160 | 1.997 cm³ | 4-in-lijn | 16v      | 160 pk bij 3750 tpm | 360 Nm bij 1500 tpm       | 6-EDC                         | 10,0 s        | 216 km/h       | 2019 - 2020 |
| Blue dCi 200 | 1.997 cm³ | 4-in-lijn | 16v      | 200 pk bij 3500 tpm | 400 Nm bij 1750 tpm       | 6-EDC                         | 8,9 s         | 230 km/h       | 2019 - 2020 |

| Talisman Estate | Talisman Estate | Talisman Estate | Talisman Estate | Talisman Estate     | Talisman Estate           | Talisman Estate               | Talisman Estate | Talisman Estate | Talisman Estate |
| Type            | Motor           | Motor           | Motor           | Vermogen            | Koppel                    | Transmissie                   | 0–100 km/h      | Topsnelheid     | Jaartal         |
| Type            | Inhoud          | Cilinders       | Kleppen         | Vermogen            | Koppel                    | Transmissie                   | 0–100 km/h      | Topsnelheid     | Jaartal         |
| --------------- | --------------- | --------------- | --------------- | ------------------- | ------------------------- | ----------------------------- | --------------- | --------------- | --------------- |
| dCi 110         | 1.461 cm³       | 4-in-lijn       | 8v              | 110 pk bij 4000 tpm | 260 / 250 Nm bij 1750 tpm | handgeschakelde 6-bak / 6-EDC | 11,9 / 11,9 s   | 190 / 190 km/h  | 2016 - 2018     |
| Blue dCi 120    | 1.749 cm³       | 4-in-lijn       | 16v             | 120 pk bij 3500 tpm | 300 Nm bij 1750 tpm       | handgeschakelde 6-bak         | 12,2 s          | 197 km/h        | 2018 - 2020     |
| dCi 130         | 1.598 cm³       | 4-in-lijn       | 16v             | 130 pk bij 4000 tpm | 320 Nm bij 1750 tpm       | handgeschakelde 6-bak / 6-EDC | 10,4 / 10,8 s   | 205 / 205 km/h  | 2016 - 2018     |
| Blue dCi 150    | 1.749 cm³       | 4-in-lijn       | 16v             | 150 pk bij 3500 tpm | 340 Nm bij 1750 tpm       | handgeschakelde 6-bak         | 10,7 s          | 203 km/h        | 2018 - 2020     |
| dCi 160         | 1.598 cm³       | 4-in-lijn       | 16v             | 160 pk bij 4000 tpm | 380 Nm bij 1750 tpm       | 6-EDC                         | 9,4 s           | 215 km/h        | 2017 - 2018     |
| Blue dCi 160    | 1.997 cm³       | 4-in-lijn       | 16v             | 160 pk bij 3750 tpm | 360 Nm bij 1500 tpm       | 6-EDC                         | 10,2 s          | 210 km/h        | 2019 - 2020     |
| Blue dCi 200    | 1.997 cm³       | 4-in-lijn       | 16v             | 200 pk bij 3750 tpm | 400 Nm bij 1750 tpm       | 6-EDC                         | 9,1 s           | 224 km/h        | 2019 - 2020     |

### Facelift
Eind 2020 kreeg de Talisman een kleine facelift. De voorbumper, de koplampen en de achterlichten zijn iets gewijzigd. In het interieur zijn ook kleine wijzigingen doorgevoerd. Ook kregen de veiligheidssystemen een update, nieuw was het Highway and Traffic Jam Companion systeem. Deze zorgt ervoor dat de auto netjes in het midden van de rijstrook blijft en afstand houdt tot zijn voorganger wat deels autonoom rijden mogelijk maakt.
Ook zijn de motoren vernieuwd zodat deze aan de nieuwe Euro 6D norm voldoen. In maart 2022 stopte Renault met de productie van de Talisman, in Nederland was hij toen al enige maanden niet meer te bestellen. Voor de Talisman is geen directe opvolger gekomen.

### Motoren
Gegevens van de basismodellen:

#### Benzine
| Talisman    | Talisman  | Talisman  | Talisman | Talisman            | Talisman            | Talisman              | Talisman   | Talisman    | Talisman    |
| Type        | Motor     | Motor     | Motor    | Vermogen            | Koppel              | Transmissie           | 0–100 km/h | Topsnelheid | Jaartal     |
| Type        | Inhoud    | Cilinders | Kleppen  | Vermogen            | Koppel              | Transmissie           | 0–100 km/h | Topsnelheid | Jaartal     |
| ----------- | --------- | --------- | -------- | ------------------- | ------------------- | --------------------- | ---------- | ----------- | ----------- |
| TCe 140 GPF | 1.333 cm³ | 4-in-lijn | 16V      | 140 pk bij 4500 tpm | 260 Nm bij 1750 tpm | handgeschakelde 6-bak | 10,2 s     | 201 km/h    | 2020 - 2021 |
| TCe 160 GPF | 1.333 cm³ | 4-in-lijn | 16V      | 158 pk bij 5500 tpm | 270 Nm bij 1800 tpm | 7-EDC                 | 9,6 s      | 207 km/h    | 2020 - 2021 |

| Talisman Estate | Talisman Estate | Talisman Estate | Talisman Estate | Talisman Estate     | Talisman Estate     | Talisman Estate       | Talisman Estate | Talisman Estate | Talisman Estate |
| Type            | Motor           | Motor           | Motor           | Vermogen            | Koppel              | Transmissie           | 0–100 km/h      | Topsnelheid     | Jaartal         |
| Type            | Inhoud          | Cilinders       | Kleppen         | Vermogen            | Koppel              | Transmissie           | 0–100 km/h      | Topsnelheid     | Jaartal         |
| --------------- | --------------- | --------------- | --------------- | ------------------- | ------------------- | --------------------- | --------------- | --------------- | --------------- |
| TCe 140 GPF     | 1.333 cm³       | 4-in-lijn       | 16V             | 140 pk bij 4500 tpm | 260 Nm bij 1750 tpm | handgeschakelde 6-bak | 10,4 s          | 201 km/h        | 2020 - 2021     |
| TCe 160 GPF     | 1.333 cm³       | 4-in-lijn       | 16V             | 158 pk bij 5500 tpm | 270 Nm bij 1800 tpm | 7-EDC                 | 9,8 s           | 207 km/h        | 2020 - 2021     |

#### Diesel
| Talisman     | Talisman  | Talisman  | Talisman | Talisman            | Talisman            | Talisman    | Talisman   | Talisman    | Talisman    |
| Type         | Motor     | Motor     | Motor    | Vermogen            | Koppel              | Transmissie | 0–100 km/h | Topsnelheid | Jaartal     |
| Type         | Inhoud    | Cilinders | Kleppen  | Vermogen            | Koppel              | Transmissie | 0–100 km/h | Topsnelheid | Jaartal     |
| ------------ | --------- | --------- | -------- | ------------------- | ------------------- | ----------- | ---------- | ----------- | ----------- |
| Blue dCi 160 | 1.997 cm³ | 4-in-lijn | 16v      | 160 pk bij 3750 tpm | 360 Nm bij 1500 tpm | 6-EDC       | 10,0 s     | 214 km/h    | 2020 - 2021 |
| Blue dCi 190 | 1.997 cm³ | 4-in-lijn | 16v      | 190 pk bij 3500 tpm | 400 Nm bij 1750 tpm | 6-EDC       | 8,9 s      | 225 km/h    | 2020 - 2021 |

| Talisman Estate | Talisman Estate | Talisman Estate | Talisman Estate | Talisman Estate     | Talisman Estate     | Talisman Estate | Talisman Estate | Talisman Estate | Talisman Estate |
| Type            | Motor           | Motor           | Motor           | Vermogen            | Koppel              | Transmissie     | 0–100 km/h      | Topsnelheid     | Jaartal         |
| Type            | Inhoud          | Cilinders       | Kleppen         | Vermogen            | Koppel              | Transmissie     | 0–100 km/h      | Topsnelheid     | Jaartal         |
| --------------- | --------------- | --------------- | --------------- | ------------------- | ------------------- | --------------- | --------------- | --------------- | --------------- |
| Blue dCi 160    | 1.997 cm³       | 4-in-lijn       | 16v             | 160 pk bij 3750 tpm | 360 Nm bij 1500 tpm | 6-EDC           | 10,2 s          | 209 km/h        | 2020 - 2021     |
| Blue dCi 190    | 1.997 cm³       | 4-in-lijn       | 16v             | 190 pk bij 3500 tpm | 400 Nm bij 1750 tpm | 6-EDC           | 9,1 s           | 221 km/h        | 2020 - 2021     |

## Verkoopcijfers in Nederland vanaf 2015 tot 2022
Totaal : 5353
In productie:
5 E-Tech · 
Arkana · 
Austral · 
Captur · 
Clio · 
Espace · 
Kadjar · 
Kangoo · 
Koleos · 
Master · 
Mégane · 
Mégane E-Tech · 
Rafale · 
Scenic E-Tech · 
Symbioz · 
Symbol · 
Trafic · 
Twingo · 
Twingo Electric · 
Zoe

Uit productie:
3 · 
4 · 
5 · 
6 · 
7 · 
8 · 
9 · 
10 · 
11 · 
12 · 
14 · 
15 · 
16 · 
17 · 
18 · 
19 · 
20 · 
21 · 
25 · 
30 · 
2CV · 
4CV · 
Avantime · 
Caravelle · 
Dauphine · 
Domaine · 
Estafette ·
Express · 
Floride · 
Fluence ·
Frégate · 
Fuego · 
Juvaquatre ·
Laguna · 
Latitude · 
Modus · 
Nervastella · 
Novaquatre · 
Ondine · 
Prairie · 
Primaquatre · 
Rodeo · 
Safrane · 
Savanne · 
Scénic · 
Spider · 
Talisman · 
Thalia · 
Twizy · 
Vel Satis · 
Vivasport · 
Vivastella · 
Wind